# Роккаку (река)
Роккаку (яп. 六角川 роккакугава) — река в Японии на острове Кюсю. Протекает по территории префектуры Сага.
Исток реки находится под горой Дзинроку (神六山, высотой 447 м), на территории города Такео. В верховьях в Роккаку впадает река Такео, после чего она течёт по равнине Сироиси. После слияния с Усидзу-гавой Роккаку впадает в залив Ариаке Восточно-Китайского моря.
Длина реки составляет 47,0 км, на территории её бассейна (341 км²) проживает около 120 тыс. человек. Согласно японской классификации, Роккаку является рекой первого класса.
Около 37 % бассейна реки занимает природная растительность, около 50 % — сельскохозяйственные земли, около 13 % застроено.
Уклон реки в верховьях составляет около 1/60, в среднем течении — 1/150-1/1000, в низовьях — 1/1500-1/45000.
В XX веке крупнейшие наводнения происходили в 1953, 1967 и 1990 годах. Во время наводнения 1953 года погибло или пропало без вести 3 человека, было затоплено 14000 домов, в 1990 году погиб один человек, было затоплено 8686 домов.